# Dávid Fröhlich
Dávid Fröhlich (1595 Ľubica – 24. dubna 1648 Levoča) byl slovenský matematik, astronom a geograf.

## Život
Dávid Fröhlich se narodil v Ľubici u Kežmarku. Ve Frankfurtu nad Odrou začal roku 1617 studovat matematiku, geografii, medicínu a historii. Pak procestoval skoro celou Evropu a od roku 1627 pokračoval ve studiu na univerzitě ve Wittenbergu. Nakonec se po 12 letech vrátil do Kežmarku. Zde působil jako soukromý učitel matematiky a dějepisu. Živil se však vydáváním kalendářů. Zemřel 24. dubna 1648 v Levoči.

## Práce
Fröhlichovy kalendáře vycházely v letech 1623–1650 každoročně v latině a maďarštině, občas i v němčině a slovenštině. Kromě praktických poznatků, jako byly termíny trhů, obsahovaly fundované statě o praktické matematice a astronomii, za což si Fröhlich vysloužil od panovníka Ferdinanda III. titul císařský a královský matematik.
Významný je Fröhlichův spis Anatomae Revolutionibus mundanae čili Výklad otáčania Zeme (Levoča, 1632). V době procesu proti Galileovi jako první v Uhersku obhajoval vědeckými argumenty názor, že se Země otáčí. Představoval si, že kolem osy procházející jejím středem a póly Země rotuje jako ukotvená vrtule. Anticipoval principy zákona všeobecné gravitace a relativity pohybu. Ten vysvětloval metafyzicky – duší kosmu je světový duch, který uvádí vše do pohybu.
V díle Medulla geographiae čili Príručka praktického zemepisu (Bardejov, 1639) po letech popsal svůj výstup na „nejvyšší vrcholky Tater“ (1615). V době, kdy se většinou prezentovaly spekulace vyčtené z knih, uveřejňuje výsledky vlastních pozorování, tedy se chová jako moderní přírodovědec. Například popsal, jak se při výstupu s výškou mění tlak vzduchu a jeho hustota. Roku 1644 uveřejnil Vodidlo pútnika (Cynosure viatorum), což byl encyklopedický průvodce a kulturní lexikon, který měl sloužit nejen jako pomocník při cestách do ciziny, ale také jako zdroj zábavy a poučení.